# Supercel

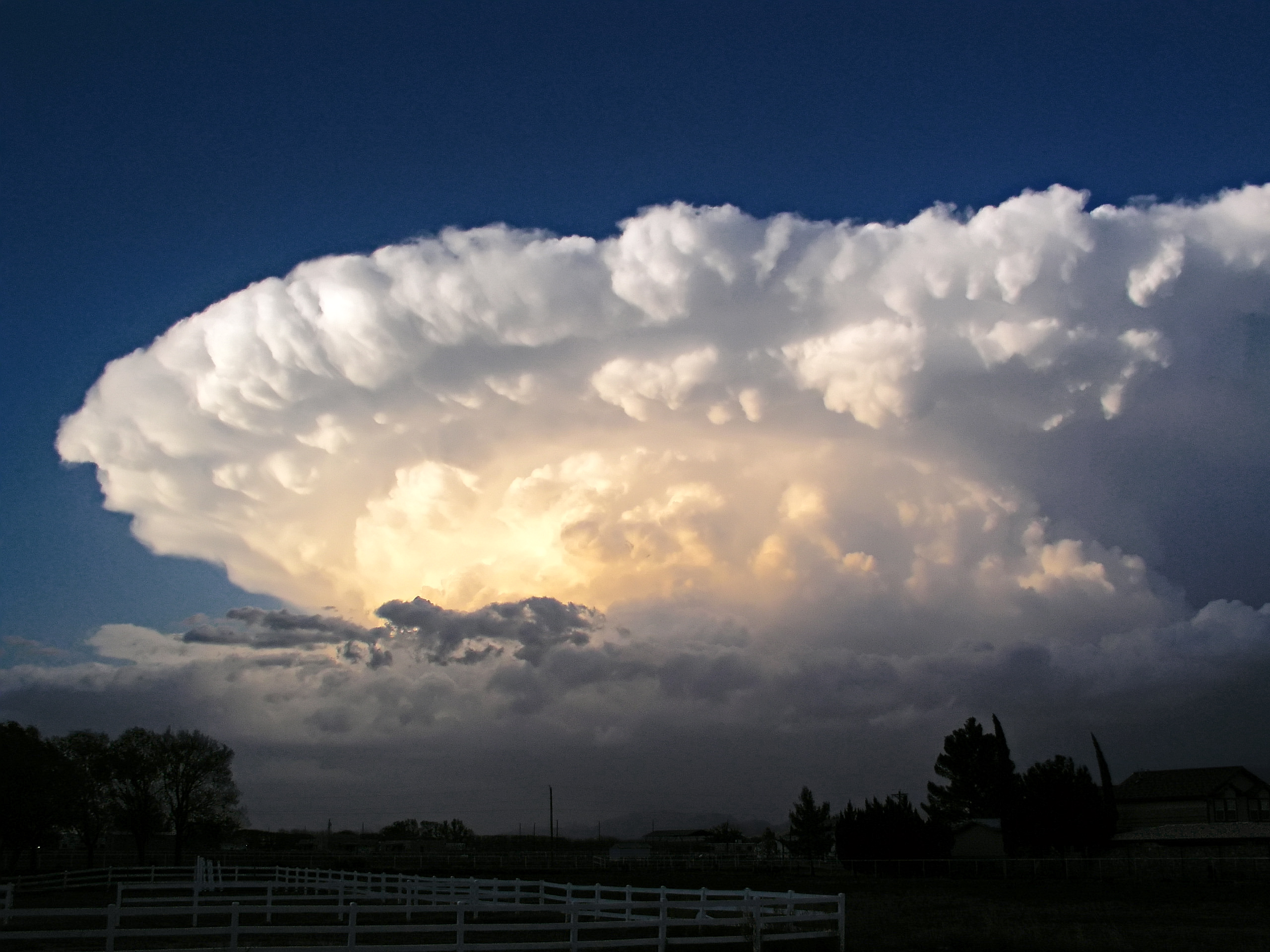
Supercel boven Chaparral in New Mexico

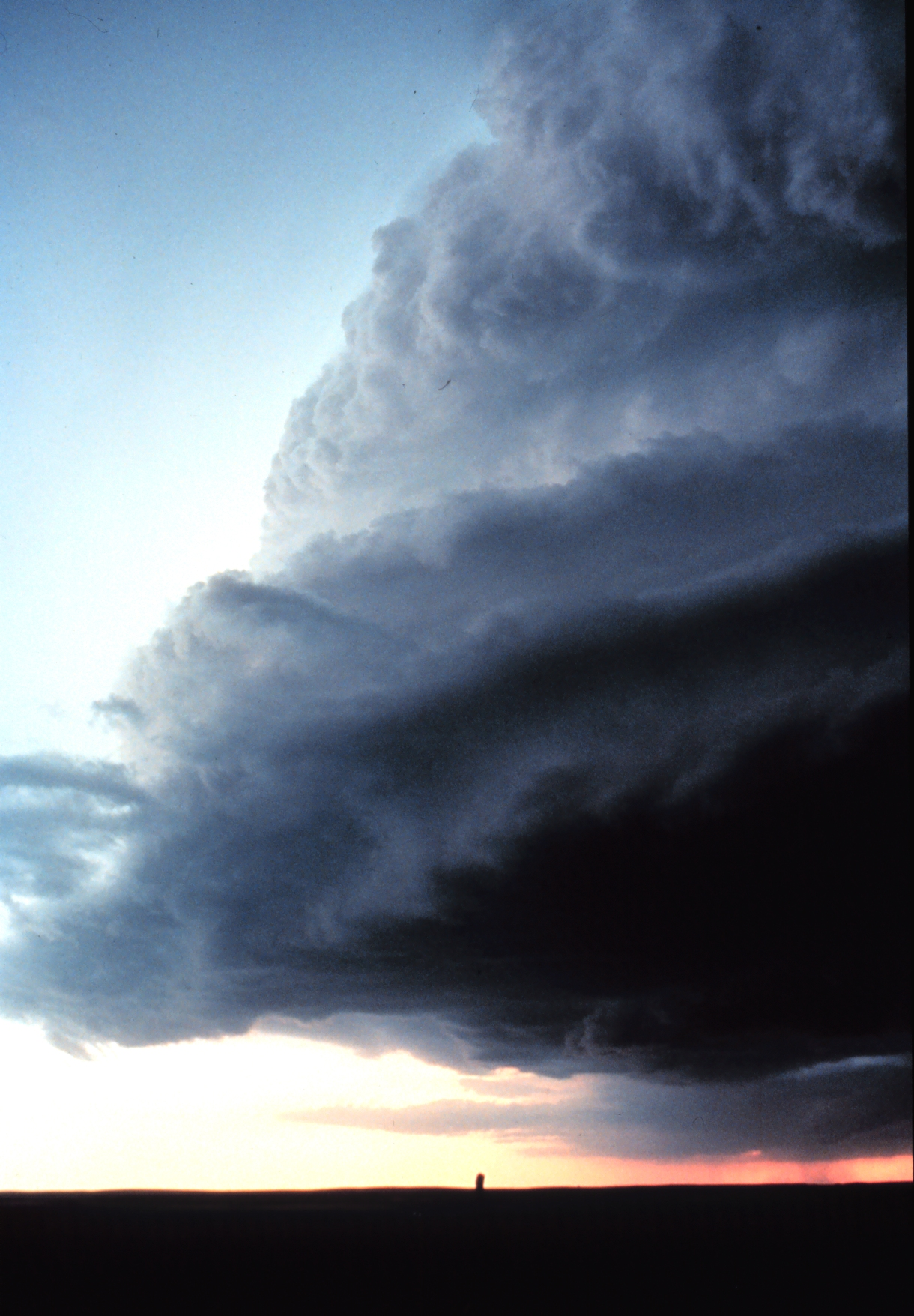
Een shelf cloud voorafgaand aan een supercel.

Een supercel is het zwaarste type onweersbui dat kan voorkomen. Deze buitengewoon grote onweersbui heeft een lange levensduur door de zeer effectieve energievoorziening. De supercel kan ontstaan als er bij een onweersbui grote verticale windschering is, waardoor de windsnelheid en -richting in de bovenlaag sterk afwijkt van die in de onderlaag.

Door de windschering ontstaat een horizontale draaiing of vorticiteit die door de stijgstroom verticaal wordt getild, een zogenaamde mesocycloon. Hierbij draaien de warme stijgstroom en de koude daalstroom tegen elkaar in. Doordat ze gescheiden zijn, worden de warme stijgwinden die de bui in stand houden niet onderdrukt door de koude daalwinden. Hierdoor kan de bui uren blijven bestaan.
Een supercel heeft net als de buienlijn een meso-koufront en gaat vaak gepaard met zware neerslag en windstoten en veel bliksem. Doordat de neerslag meerdere keren in de stijgstroom mee wordt genomen, kan deze tot hagel uitgroeien. Uit de mesocycloon kunnen een tornado en een tornadofamilie ontstaan.

Windschering (rood) veroorzaakt een horizontale draaiing of vorticteit van de lucht (groen)
De warme stijgstroom (blauw) tilt de draaiende lucht verticaal
De stijgstroom begint mee te draaien; een mesocycloon